# ブリングアップ
株式会社 ブリングアップは、日本の芸能・声優プロダクション。本社は東京都板橋区小豆沢にある。

## 概要
傘下に劇団アルターエゴや、三ツ矢雄二主宰のミツヤプロジェクトを擁し、劇団アルターエゴ所属の俳優（一部除く）やミツヤプロジェクト卒業生が所属している。
2010年（平成22年）1月-4月、体制変更のため、所属していた俳優、声優は他芸能プロダクションに移籍または所属フリーとなった。
劇団アルターエゴに在籍している所属者は一部を除いて、ぐるーぷ・インパクトに移籍した。

## かつて所属していた主な俳優・声優

### 男性
- 池内健（現所属：ぐるーぷ・インパクト）
- 井上悟（現所属：ぐるーぷ・インパクト）
- 岩下政之（フリー）
- 岩間健児
- 内田慎二（フリー）
- 紙谷礼治（現所属：ぐるーぷ・インパクト）
- 窪田亮（現所属：ぐるーぷ・インパクト）
- 小島英樹（現所属：アミュレート）
- 髙木俊（フリー）
- 高瀬泰幸（現所属：アミュレート）
- 冨田真（現所属：ケッケコーポレーション/怪傑パンダース）
- 中村太亮（現所属：マウスプロモーション）
- 蓮岳大（現所属：アミュレート）
- 林伊織（現所属：ぐるーぷ・インパクト）
- 平野貴裕（フリー）
- 藤原祐規（現所属：アミュレート）
- 堀田勝（現所属：劇団SET映画放送部）
- 松本忍（現所属：マウスプロモーション）
- 三ツ矢雄二（現所属：ミツヤプロジェクト）
- 峯暢也（フリー）
- 横田紘一（現所属：アミュレート）

### 女性
- 石橋美佳
- 伊瀬茉莉也（現所属：アクロス エンタテインメント）
- 大坪瞳
- 北林明日香（現所属：太田プロダクション）
- 釘宮由稀（現所属：ぐるーぷ・インパクト）
- 齊藤真紀（フリー）
- 薛宏美（現所属：ぐるーぷ・インパクト）
- 瀧沢千秋（現所属：ぐるーぷ・インパクト）
- 田所ちさ（現所属：オフィスMORIMOTO）
- 中尾友紀（フリー）
- 長浜満里子（現所属：ぐるーぷ・インパクト）
- 福麻むつ美（現所属：ミツヤプロジェクト）
- 古谷あゆみ
- 堀口幸恵（現所属：オフィス天童）
- 又村奈緒美（現所属：ぐるーぷ・インパクト）
- 谷内友美（現所属：アル・シェア）
- 山﨑美智
- 遊佐麻友美
- 善澄真記（現所属：ぐるーぷ・インパクト）
- 吉岡麻耶（現所属：EARLY WING）
- 吉田麻子